# Александровський (Чулимський район)
Александровський (рос. Александровский) — селище у Чулимському районі Новосибірської області Російської Федерації.
Входить до складу муніципального утворення Ужаніхінська сільрада. Населення становить 55 осіб (2010).

## Історія
Згідно із законом від 2 червня 2004 року органом місцевого самоврядування є Ужаніхінська сільрада.

## Населення
| 2002 | 2007 | 2010 |
| ---- | ---- | ---- |
| 118  | ↘90  | ↘55  |